# حروب الياكي
حروب الياكي، هي سلسلة من النزاعات المسلحة بين إسبانيا الجديدة، وجمهورية المكسيك اللاحقة، ضد هنود قبيلة الياكي. بدأت هذه الحقبة في عام 1533 واستمرت حتى عام 1929. كانت حروب الياكي، إلى جانب الحرب الطائفية ضد شعب المايا، آخر الصراعات التي دارت أثناء الحروب الهندية المكسيكية التي دامت قرونًا من الزمن. على مدى نحو 400 عام، شن الإسبان والمكسيكيون حملات عسكرية متكررة على أراضي الياكي مما أسفر عن عدة معارك ومذابح خطيرة.

## الحروب

### القرن الثامن عشر
كان سبب الصراعات مماثلًا للعديد من الحروب الهندية. في عام 1684، عثر المستعمرون الإسبان في ولاية سونورا المكسيكية الحالية على الفضة في وادي نهر ريو ياكي. بدأ الإسبان بعد ذلك بالاستيطان تدريجيًا في أرض الياكي، وبحلول عام 1740، كان المواطنون على استعداد للمقاومة. يعود تاريخ بعض الصراعات الصغيرة إلى ما قبل عام 1533 ولكن في عام 1740، اتحدت قبيلة الياكي مع قبائل المايو والأوباتا والبيما المجاورة ونجحت في طرد المستعمرين بحلول عام 1742. 

### خوان بانديراس
خلال حرب الاستقلال المكسيكية عن إسبانيا (1810-1821) لم يشارك شعب الياكي إلى جانب أي من الطرفين. قرر شعب الياكي خوض الحرب عندما أقرت ولاية أوكسيدنتي قانونًا في عام 1825 جعل منهم رعايًا لها وأخضعهم للضرائب، لأنهم لم يخضعوا للضرائب من قبل. خاضوا أول معركة لهم في راهوم. شجع بيدرو ليفا هذه الحركة، وهو قس كاثوليكي اتخذ من أيقونة السيدة غوادالوبي رمزًا له. اتحد الياكى حول خوان بانديراس كزعيم لهم. كان خوان بانديراس زعيمًا بارزًا للياكي، حاول بعد تلقيه تصورات في عام 1825 توحيد الياكي وغيرها من المجموعات القبلية القريبة، بما في ذلك أوباتا، وبيما السفلى (بيما باجو)، ومايو، تحت راية السيدة غوادالوبي. نجح بانديراس في تحدي الحكم المكسيكي في سونورا وسينالوا بين عامي 1825 و1832. تأثرت أوكسيدنتي بالحرب لدرجة انتقال مقر العاصمة من كوسالا إلى فويرتي. في عام 1827، هزم المكسيكيون قوات بانديراس في المنطقة المجاورة لهيرموسيلو. يعود سبب هذه الهزيمة جزئيًا إلى استخدام شعب الياكي للأقواس والسهام، بينما استخدم المكسيكيون البنادق. بعد هذه الهزيمة، تفاوض بانديراس على السلام مع أوكسيدنتي ، حيث مُنح العفو، واعتُرف به كابتن جنرال للياكي، ومُنح راتبًا. 
في عام 1828، أُلغي منصب الكابتن جنرال، وأعادت حكومة أوكسيدنتي تأكيد حقها في فرض الضرائب على شعب الياكي، فضلًا عن اقتراح خطة لتخصيص أراضي الياكي. في عام 1832، شن بانديراس الحرب مجددًا ضد السلطات المكسيكية، بالتعاون مع دولوريس غوتييريز، زعيم شعب أوباتا. أسرت القوات المكسيكية بانديراس وزعماء هنود آخرين بعد هزيمة قوات بانديراس في معركة سويوبا، سونورا، في ديسمبر 1832. في يناير 1833، أُعدم بانديراس وغوتييريز، إضافة لعشرة آخرين. بقي بانديراس رمزًا قويًا وموضع إعجاب لمقاومة الياكي للاحتلال الأجنبي.

### مقاومة منتصف القرن التاسع عشر
هرب بعض المقاتلين من الشعوب المحتلة بمحاذاة ريو ياكي وواصلوا القتال في سييرا فاكاتيتف. في عام 1834، حاول شعب الياكي طرد المستوطنين المكسيكيين من ذلك الموقع. قاد خوان إغناسيو جوسكاميا القوات المكسيكية في هذا القتال، وهو من شعب الياكي. واصل جوسكاميا التعاون مع الحكومة المكسيكية حتى عام 1840 عندما قتله الياكي المناهضون للمكسيك في معركة في هوراكيتاس. 
تحالف الياكي مرارًا مع مانويل ماريا غاندارا، الحاكم المحافظ السابق لسونورا، خلال ثلاثينيات وأربعينيات القرن التاسع عشر في نزاعه ضد خوسيه دي أوريا للسيطرة على سونورا. أدى ذلك إلى استيلاء أوريا على الرواسب الملحية الساحلية في ياكي ونقلها إلى سيطرة الدولة في عام 1838.